# Integral impròpia
En càlcul, una integral impròpia és una extensió de la integral definida que permet calcular-la en intervals infinits o en intervals que contenen punts on la funció que s'integra tendeix a infinit.

## Definició

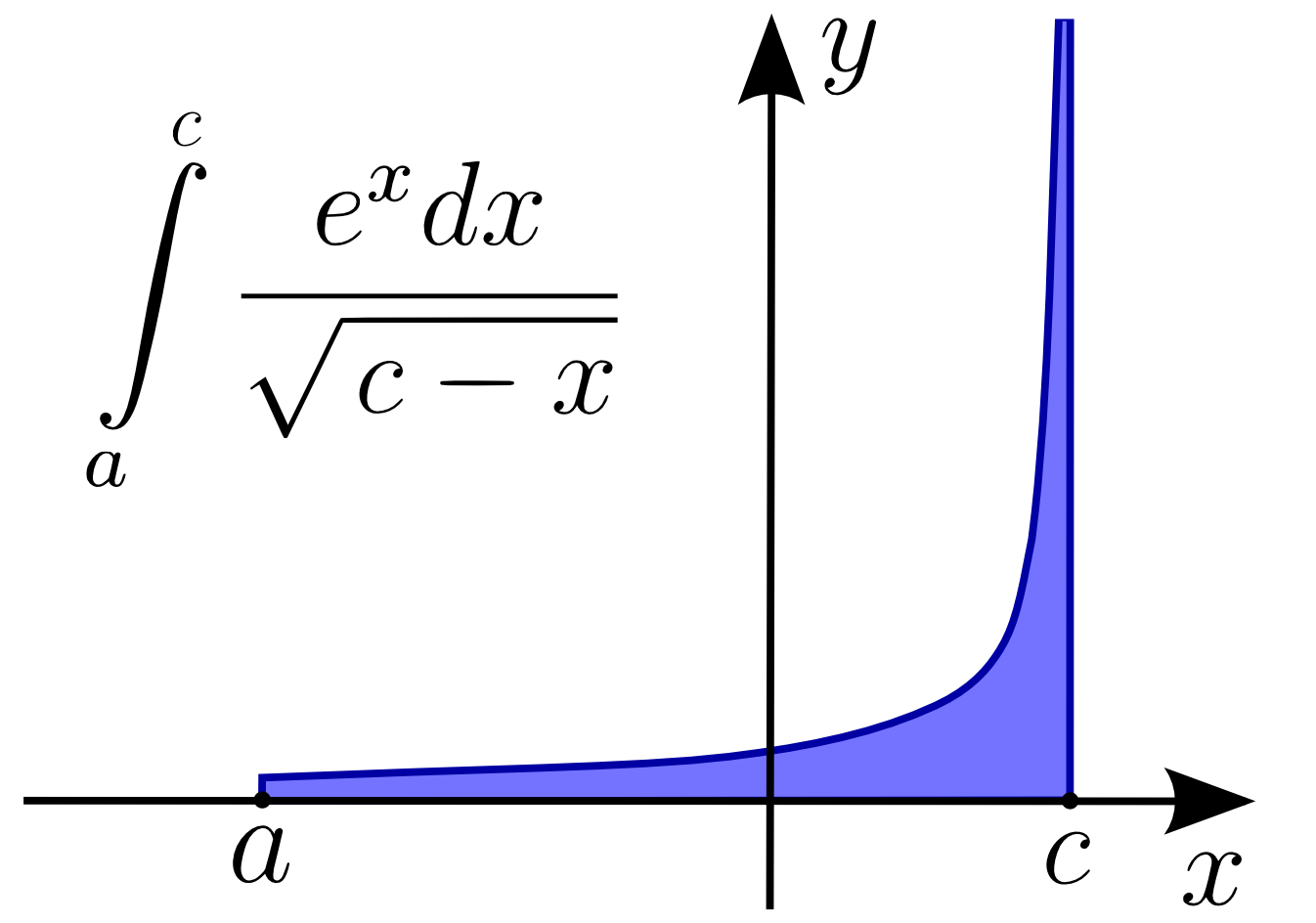
Punt singular a c.

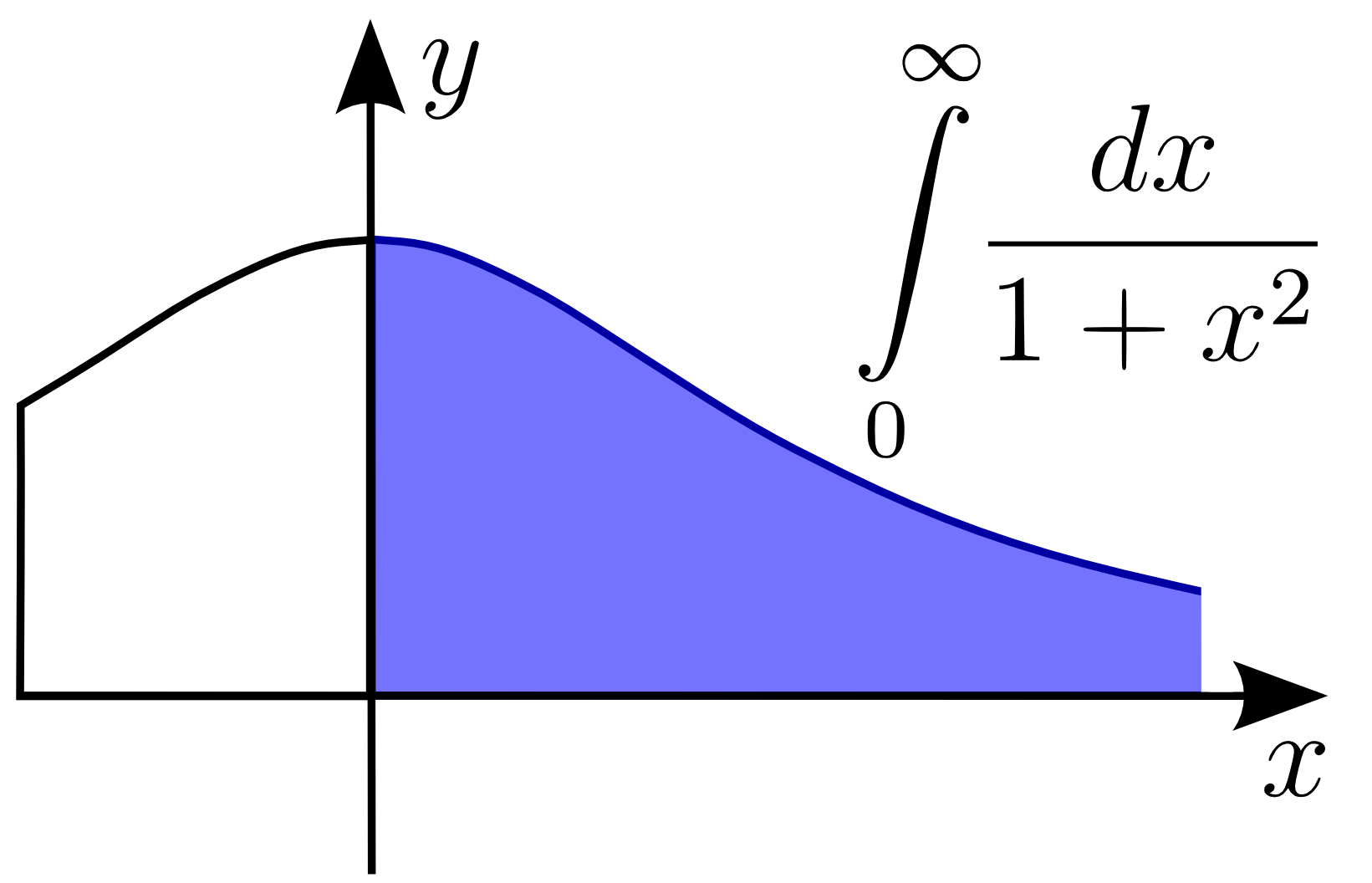
Punt singular a l'infinit.

Els extrems infinits de l'interval o els punts de l'interval on la funció tendeix a infinit es diuen punts singulars.
La forma per poder calcular una integral en el cas que l'interval d'integració tingui punts singulars segueix dos passos: 
Primer es transforma en una suma d'integrals definides de forma que els extrems dels intervals d'integració coincideixin com a màxim amb un punt singular i que no hi hagi cap punt singular dins dels intervals.
Després es defineix el valor d'una integral impròpia sobre un interval amb un punt singular en un dels extrems com el límit d'una integral pròpia quan l'extrem tendeix al punt singular pel cantó de l'interior de l'interval.
Per exemple, si la funció {\displaystyle f(x)} tendeix a infinit en el punt 3, la integral:
{\displaystyle \int _{-\infty }^{+\infty }{f(x)dx}}
Es defineix com:
{\displaystyle \int _{-\infty }^{+\infty }{f(x)dx=}\int _{-\infty }^{0}{f(x)}dx+\int _{0}^{3}{f(x)dx+}\int _{3}^{4}{f(x)dx+}\int _{4}^{+\infty }{f(x)}dx}
On cada un dels termes es defineix com:
{\displaystyle {\begin{aligned}&\int _{-\infty }^{0}{f(x)dx={\underset {h\to -\infty }{\mathop {\lim } }}\,}\int _{h}^{0}{f(x)dx}\\&\int _{0}^{3}{f(x)dx=}{\underset {h\to 0}{\mathop {\lim } }}\,\int _{0}^{3-h}{f(x)}dx\\&\int _{3}^{4}{f(x)dx=}{\underset {h\to 0}{\mathop {\lim } }}\,\int _{3+h}^{4}{f(x)}dx\\&\int _{4}^{+\infty }{f(x)dx=}{\underset {h\to \infty }{\mathop {\lim } }}\,\int _{4}^{\infty }{f(x)}dx\\\end{aligned}}}
Si tots aquests límits existeixen (són finits) llavors la integral impròpia existeix i és igual al valor que s'obté en calcular els límits i sumar-los. En aquest cas es diu que la integral impròpia és convergent.
Si alguns límits tendeixen a {\displaystyle +\infty } i d'altres a {\displaystyle -\infty } vegeu l'apartat de "valor principal de Cauchy més avall.

## Exemples
- La funció {\displaystyle f(x)={\frac {1}{\sqrt {x}}}} tendeix a infinit al punt x=0, per tant aquest és un punt singular, però la integral:

{\displaystyle \int _{0}^{1}{\frac {1}{\sqrt {x}}}dx={\underset {h\to 0}{\mathop {\lim } }}\,\int _{h}^{1}{\frac {1}{\sqrt {x}}}dx={\underset {h\to 0}{\mathop {\lim } }}\,\left[2{\sqrt {x}}\right]_{h}^{1}=2}
existeix (és convergent).
- Un cas d'integral amb interval infinit:

{\displaystyle \int _{0}^{\infty }{e^{-x}dx=}{\underset {h\to \infty }{\mathop {\lim } }}\,\int _{0}^{h}{e^{-x}dx=1}}
- En canvi la integral:

{\displaystyle \int _{0}^{1}{\frac {1}{x}}dx={\underset {h\to 0^{+}}{\mathop {\lim } }}\,\int _{h}^{1}{\frac {1}{x}}dx={\underset {h\to 0^{+}}{\mathop {\lim } }}\,\left[\ln \left(x\right)\right]_{h}^{1}=\infty }
Per tant, la integral no existeix.

## Questions d'interpretació
Hi ha més d'una teoria matemàtica de la integració. Des del punt de vista del càlcul, la integral de Riemann és la teoria que se suposa que es fa servir si no es diu res. A l'hora d'estudiar les integrals impròpies, pot ser important saber quina és la teoria que s'està emprant.
En el cas de la integral
{\displaystyle \int _{0}^{\infty }{\frac {dx}{1+x^{2}}}}
es pot interpretar com
{\displaystyle \lim _{b\to \infty }\int _{0}^{b}{\frac {dx}{1+x^{2}}}=\lim _{b\to \infty }\arctan {b}={\frac {\pi }{2}},}
Però no necessàriament s'ha d'interpretar així, també es pot interpretar com la integral de Lebesgue sobre el conjunt (0, ∞). En aquest cas no es tractaria d'una integral impròpia (perquè sí que està definida i, per tant, no cal estendre la definició d'integral) i la utilització del límit només seria una eina per a calcular el valor que té la integral.
En canvi,
{\displaystyle \int _{0}^{\infty }{\frac {\sin(x)}{x}}\,dx}
no pot ser interpretada com una integral de Lebesgue donat que
{\displaystyle \int _{0}^{\infty }\left|{\frac {\sin(x)}{x}}\right|\,dx=\infty .}
En aquest cas es tractaria de una integral impròpia "pròpiament dita" (perquè no està definida i cal estendre la definició) i el seu valor vindria donat per
{\displaystyle \int _{0}^{\infty }{\frac {\sin(x)}{x}}\,dx=\lim _{b\rightarrow \infty }\int _{0}^{b}{\frac {\sin(x)}{x}}\,dx={\frac {\pi }{2}}.}

## Valor principal de Cauchy
La definició d'integral impròpia encara es pot estendre més en el cas en què la integral d'uns subintervals tendeixi a infinit i la d'uns altres a menys infinit (per tant d'acord amb la definició donada al començament, no existiria la integral impròpia) la suma de límits no existeix, però, de vegades, el límit de la suma si que existeix.
Aquest és un altre cas d'integrals impròpies "pròpiament dites" (perquè tampoc es poden interpretar com a integrals). Aquest cas té el problema que, depenent de com es calculi el límit, donen valors diferents.
Fixeu-vos en els valors diferents que donen els següents límits:
{\displaystyle \lim _{a\rightarrow 0+}\left(\int _{-1}^{-a}{\frac {dx}{x}}+\int _{a}^{1}{\frac {dx}{x}}\right)=0,}
{\displaystyle \lim _{a\rightarrow 0+}\left(\int _{-1}^{-a}{\frac {dx}{x}}+\int _{2a}^{1}{\frac {dx}{x}}\right)=-\ln 2.}
El primer és el valor principal de Cauchy del que altrament seria una expressió indeterminada
{\displaystyle \int _{-1}^{1}{\frac {dx}{x}}{\ }\left({\mbox{que }}\ {\mbox{dona}}\ -\infty +\infty \right).}
De manera similar, es té
{\displaystyle \lim _{a\rightarrow \infty }\int _{-a}^{a}{\frac {2x\,dx}{x^{2}+1}}=0,}
però
{\displaystyle \lim _{a\rightarrow \infty }\int _{-2a}^{a}{\frac {2x\,dx}{x^{2}+1}}=-\ln 4.}
El primer és el valor principal del que altrament seria una expressió indeterminada
{\displaystyle \int _{-\infty }^{\infty }{\frac {2x\,dx}{x^{2}+1}}{\ }\left({\mbox{que}}\ {\mbox{dona}}\ -\infty +\infty \right).}
Tots aquests casos són indeterminacions del tipus ∞ − ∞.
Aquestes patologies no afecten a les funcions que siguin "Lebesgue-integrables", és a dir, funcions tals que la integral del seu valor absolut sigui finita.